# Buffy Sainte-Marie
Beverly Sainte-Marie, más conocida por su nombre artístico Buffy Sainte-Marie (Stoneham, Massachusetts, 20 de febrero de 1941), es una cantautora, compositora y artista visual canadiense quien se auto-declaró de origen cree;  una investigación por CBC News de la estatal Canadian Broadcasting Corporation determinó que en realidad Sainte-Marie nació en los Estados Unidos, y que no es adoptada, sino que sus padres son de origen inglés e italiano, ya que sus abuelos son italianos, mientras que los antecesores de su madre son ingleses.  Ya desde 1964 su tío paternal Arthur había advertido al periódico The Wakefield Daily Item que su sobrina "carece de sangre indígena alguna."  Ha centrado su trabajo en la población amerindia.
Uno de sus proyectos más importantes como activista en pro de la comunidad amerindia fue la fundación del centro Cradleboard Teaching Project con el que dar a conocer a la etnia. A lo largo de su carrera ha sido galardonada tanto por su carrera profesional como por su activismo social en la educación. El Gobierno de su "país natal" le otorgó la Orden de Canadá.  En los Estados Unidos, la Academia de Artes y Ciencias Cinematográficas concedió a Sainte Marie el primer Óscar a una "persona indígena" en 1983.
El Canadá le dedicó una estampilla de correos nacionales a la "ícono indígena."

## Biografía
Sainte-Marie nació en 1941 en Stoneham. Se crio en Wakefield, Massachusetts con sus padres biológicos. Estudió en la Universidad de Massachusetts Amherst donde obtuvo su diploma en 1963 y su tesis doctoral veinte años después en la enseñanza de filosofía oriental y donde quedó entre las diez primeras de la clase.
En 1964 viajó a una reserva durante una excursión donde fue recibida (dentro de la cultura de la nación Cree) y adoptada por el hijo pequeño del Jefe de Piapot y su mujer, la cual le enseñó la cultura de su pueblo.
En 1968 contrajo matrimonio hasta el año 1971 con el profesor Dewain Bugbee. En 1975 volvería a casarse en Minesota con Sheldon Wolfchild, con el que tuvo un hijo: Dakota Starblanket Wolfchild, pero volvió a divorciarse y a principio de los años 80 se casó por tercera vez con Jack Nitzsche hasta que en 1993 comenzó una relación con Chuck Wilson.
A mediados de los años 70 se convirtió al Bahaísmo tras asistir en 1973 a una conferencia en Oklahoma. Desde entonces ha continuado ofreciendo conciertos y conferencias sobre la religión. En 1992 apareció en un evento musical organizado por el Congreso Internacional Bahaísta.

## Trayectoria
Desde los 10 años ha aprendido a tocar el piano y la guitarra. Mientras estudiaba en la universidad ha interpretado canciones populares como Ananias, Now That the Buffalo's Gone y Mayo Sto Hoon (esta última en hindi).

### Años 60
A los veinte años, Sainte-Marie empezó a ir de gira por su cuenta actuando en varias salas de conciertos, festivales de música folk y en reservas nativoaméricanas de Canadá y Estados Unidos. La mayor parte del tiempo lo pasaba en cafés teatro del distrito de Yorkville, Toronto y en el Greenwich Village de Nueva York como parte de sus inicios dentro de la música. A menudo actuaba junto con artistas contemporáneos emergentes como Leonard Cohen, Joni Mitchell (el cual le presentó a su mánager: Eliot Roberts) Y Neil Young.
Enseguida se ganó la reputación como cantautora y la mayor parte de sus sencillos fueron interpretados por varios artistas además de alcanzar los puestos más altos de los charts. Uno de sus sencillos más conocidos, Until It's Time for You to Go fue grabado para cantantes como Elvis Presley, Barbra Streisand, Neil Diamond, Michael Nesmith, Arthur Fiedler y la Orquesta de los Boston Pops entre otros.
En 1963 estuvo recuperándose de una afección de garganta debido a su adicción a la codeína, tal experiencia le sirvió como inspiración para la canción Cod'ine, interpretada más adelante por Donovan, Janis Joplin, The Charlatans, Quicksilver Messenger Service entre otros cantantes y grupos. Charles Brutus McClay, Aquel mismo año fue testigo del estado en el que llegaron los soldados estadounidenses de la guerra de Vietnam por lo que compuso una canción protesta titulada Universal Soldier que fue incluida en su primer álbum: It's My Way on Vanguard Records y la cual supuso un éxito para Donovan. Posteriormente fue nominada a la Mejor Artista Novel por la Billboard Magazine. Alguna de sus canciones levantaron controversias entre la población nativoamericana cuando en 1966 incluyó en su álbum de 1966 el sencillo titulado My Country 'Tis of Thy People You're Dying.
En 1967 publicó el álbum Fire and Fleet and Candlelight, el cual contenía una versión de la canción popular inglesa Lyke Wake Dirge. El álbum incluye varios sencillos conocidos como Mister Can't You See (n.º 1 del Top 40 de Estados Unidos en 1972), He's an Indian Cowboy in the Rodeo y el tema principal de la película Soldier Blue. Aparte de la música, Sainte Marie también ha colaborado en la pequeña pantalla durante la década de los 60 cuando en 1966 hizo un cameo en To Tell the Truth como sigo misma. Otros programas fueron Rainbow Quest with Peter Seeger, American Bandstand, Soul Train y The Johnny Cash Show.
A finales de los 60 empezó a utilizar el sintetizador Buchla para la grabación del álbum Illuminations, el cual no tuvo gran acogida.

### Años 70
A finales de 1975, Sainte Marie recibió la llamada de Dulcy Singer, en aquellos tiempos productora de Sesame Street para colaborar en el programa infantil. Según sus palabras, quería que participase para contar y recitar el alfabeto como a cualquier otro niño, sin embargo quería que les enseñase que los "amerindios todavía existen". También recibió invitaciones para participar en otros programas, pero declinó la oferta desde que el susodicho programa [del que no hay constancia del nombre] empezó a promocionar los juguetes de G.I. Joe a los que calificó de belicistas.
No obstante ha participado de manera habitual en Sesame Street durante cinco años desde 1976 hasta 1981 junto con su primer hijo: Dakota Wolfchild. Algunos de aquellos episodios se rodaron en Hawái donde coincidió con los actores de entonces: Bob McGrath, Sonia Manzano, Will Lee, Alaina Reed Hall y Carroll Spinney.
En 1979 colaboró en la banda sonora de la película Spirit of the Wind siendo una de las tres nominadas al Festival de Cannes junto a El síndrome de China y Norma Rae. En 1980 se emitió por televisión para Estados Unidos y para Francia en 2003. En cuanto a los críticos, describieron la BSO como "inspiradora, encantadora y perfecta".

### Años 80
A partir de los años 80 empezó a recurrir a los sistemas operativos de Apple Inc., Apple II y Macintosh para grabar sus trabajos.[cita requerida]. En 1982 alcanzaría reconocimiento al ser una de las compositoras del tema de la película An Officer and a Gentleman: Up Where We Belong, sencillo interpretado por Joe Cocker y Jennifer Warnes y que fue premiado con un Óscar a la Mejor BSO en 1982.
A principios de la década, una de sus canciones nativas fue utilizada para la serie de la CBC: Spirit Bay. En 1993 participó en la TV movie The Broken Chain, la cual fue rodada en Virginia. En 1989 también compuso el tema principal para Where the Spirits Lives, película sobre unos niños amerindios que son internados a la fuerza en reformatorios.

### Años 90
En 1991 volvería a participar en una TV movie como la voz en off de Kate Bighead en Son of the Morning Star en la que cuenta la batalla de Little Big Horn desde el punto de vista amerindio.
Tras un retiro de dieciséis años, volvió al panorama musical con el álbum Coincidence and Likely Stories, el cual fue grabado en 1990 mediante su ordenador y retransmitido vía módem en los primeros años de internet por su productor Chris Birkett desde Londres, Inglaterra. Dicho álbum contenía canciones con temas políticos como The Big Ones Get Away y Bury My Heart at Wounded Knee (en la que menciona a Leonard Peltier), ambos sencillos levantaron polémica entre la población nativoamericana. En 1992 compartió cartel con Pierce Brosnan en la película The Broken Chain y su compañero de la congregación bahaísta Phil Lucas. El siguiente trabajo vino en 1996 con un álbum recopilatorio de grandes éxitos entre los que se incluye Up Where We Belong y actuaciones en directo y en acústico. Aparte de su trayectoria como cantautora y actriz en series de televisión, también ha mostrado interés en el arte tras presentar una exposición en varios museos tanto de Canadá como de Estados Unidos.
En 1999 fundó una organización caritativa dedicada a la enseñanza y a la ayuda para los estudiantes nativoamericanos. Tres años antes formó un consejo de enseñanza con los fondos conseguidos con la colaboración de W. K. Kellogg Foundation y las comunidades de Mohawk, Cree, Ojibwa, Menomini, Coeur d'Alene, Navajo, Quinault, Hawái y Apache en once estados, y en la que los estudiantes comparten aula con americanos [no-nativos] en grados escolares de primaria, secundaria y materias de ciencias sociales, estudios sociales, música y ciencias naturales.

### Años 2000
En el año 2000 presentó la ceremonia de apertura del curso en la Haskell Indian Nations University. Y en el 2002 cantó en el Centro espacial John F. Kennedy para el Comandante de origen Chickasaw y primer astronauta de etnia nativoamericana: John Herrington. Al año siguiente aceptó el puesto de portavoz para el Programa de escuelas asociadas de Canadá de la UNESCO.
En 2002 escribió e interpretó el sencillo Lazarus, versionado al estilo hip hop por Kanye West e interpretado también por Cam'ron y el integrante de The Diplomats: Jim Jones.

## Polémicas
En 2008 Saint-Marie ofreció una entrevista en el Museo Nacional de los Indios Americanos en el que declaró haber sido vetada junto a otros amerindios y demás personas estadounidenses por los dirigentes del Red Power movement.
En otra entrevista concedida en el Diné College para Brenda Norrel del Indian Country Today, comentó que en los años 80, el presidente Lyndon B. Johnson estuvo escribiendo cartas desde la Casa Blanca a las emisoras de radio para que no emitiesen su música y añadió que en los 70 la comunidad nativa estaba siendo discriminada.

## Recepción
En 1996 Saint-Marie ganó el premio Gemini por su cover de Up Where we Belong.
En 1983 y 1984, la misma canción para la película An Officer and a Gentleman ganó un Óscar, Globo de Oro y un BAFTA a la Mejor Banda Sonora.
En 2010 recibió el Premio a las Artes.

### Reconocimientos honoríficos
En 1996 obtuvo el certificado doctor honoris causa de LLD por parte de la Universidad de Regina. También se dirigió a la administración e hizo entrega de los diplomas a los estudiantes de administración, enseñanza e ingeniería. Como parte del programa, interpretó una canción dedicada al sistema educativo de los amerindio-canadienses.
En 2007, el instituto Emily Carr de Arte y Diseño de Vancouver premió a Sainte-Marie con el doctorado en Filosofía. Un año después recibiría en Ottawa otro doctorado LLD por parte de la Universidad de Carleton, un honoris causa en música por la Universidad de Western Ontario de London y otro a las Bellas Artes de la Universidad de Arte y Diseño de Toronto.

## Discografía

### Álbumes
| Año  | Álbum                                   | Posición en el chart | Posición en el chart | Posición en el chart |
| Año  | Álbum                                   | CAN                  | USA                  | RU                   |
| ---- | --------------------------------------- | -------------------- | -------------------- | -------------------- |
| 1964 | It's My Way!                            | —                    | —                    | —                    |
| 1965 | Many a Mile                             | —                    | —                    | —                    |
| 1966 | Little Wheel Spin and Spin              | —                    | 97                   | —                    |
| 1967 | Fire & Fleet & Candlelight              | —                    | 126                  | —                    |
| 1968 | I'm Gonna Be a Country Girl Again       | —                    | 171                  | —                    |
| 1969 | Illuminations                           | —                    | —                    | —                    |
| 1970 | Performance (film soundtrack)           | —                    | —                    | —                    |
| 1970 | The Best of Buffy Sainte-Marie          | —                    | 142                  | —                    |
| 1971 | The Best of Buffy Sainte-Marie Vol. 2   | —                    | —                    | —                    |
| 1971 | She Used to Wanna Be a Ballerina        | —                    | 182                  | —                    |
| 1972 | Moonshot                                | —                    | 134                  | —                    |
| 1973 | Quiet Places                            | —                    | —                    | —                    |
| 1974 | Native North American Child: An Odyssey | —                    | —                    | —                    |
| 1974 | Buffy                                   | —                    | —                    | —                    |
| 1975 | Changing Woman                          | —                    | —                    | —                    |
| 1976 | Sweet America                           | —                    | —                    | —                    |
| 1992 | Coincidence and Likely Stories          | 63                   | —                    | 39                   |
| 1996 | Up Where We Belong                      | —                    | —                    | —                    |
| 1998 | Singing Siam                            | —                    | —                    | —                    |
| 1999 | Cry With the eagle                      | —                    | —                    | —                    |
| 2001 | Canada oh Canada                        | —                    | —                    | —                    |
| 2003 | The Best of the Vanguard Years          | —                    | —                    | —                    |
| 2008 | Buffy/Changing Woman/Sweet America      | —                    | —                    | —                    |
| 2008 | Running For The Drum                    | NA                   | —                    | —                    |

### Sencillos
| Año  | Sencillo                             | Posición en el chart | Posición en el chart | Posición en el chart | Posición en el chart | Álbum                             |
| Año  | Sencillo                             | CAN                  | CAN AC               | USA                  | RU                   | Álbum                             |
| ---- | ------------------------------------ | -------------------- | -------------------- | -------------------- | -------------------- | --------------------------------- |
| 1970 | "Circle Game"                        | 76                   | —                    | 109                  | —                    | Fire & Fleet & Candlelight        |
| 1971 | "Soldier Blue"                       | —                    | —                    | —                    | 7                    | She Used to Wanna Be a Ballerina  |
| 1971 | "I'm Gonna Be a Country Girl Again"  | 86                   | —                    | 98                   | 34                   | I'm Gonna Be a Country Girl Again |
| 1972 | "Mister Can't You See"               | 21                   | —                    | 38                   | —                    | Moonshot                          |
| 1972 | "He's an Indian Cowboy in the Rodeo" | —                    | —                    | 98                   | —                    | Moonshot                          |
| 1974 | "Waves"                              | —                    | 27                   | —                    | —                    | Buffy                             |
| 1992 | "The Big Ones Get Away"              | 24                   | 14                   | —                    | 39                   | Coincidence & Likely Stories      |
| 1992 | "Fallen Angels"                      | 50                   | 26                   | —                    | 57                   | Coincidence & Likely Stories      |
| 1996 | "Until It's Time for You to Go"      | —                    | 54                   | —                    | —                    | Up Where We Belong                |